# Eulithinus
Eulithinus – rodzaj skorków z rodziny skorkowatych i podrodziny Allodahliinae.
Skorki te osiągają od 7,5 do 12 mm długości ciała mierzonego wraz ze szczypcami. Ubarwienie ich może być od żółtawobrązowego po czarniawe. Szeroka i gładka głowa wyposażona jest w małe, krótsze od skroni oczy. Czułki odznaczają się pierwszym członem niewiele dłuższym niż szerokim i tylko w połowie tak długim jak rozstaw czułków. Szerokie, poprzeczne przedplecze ma płaską powierzchnię. Skrócone do formy łuskopodobnej pokrywy (tegminy) są mniej więcej tak długie jak przedplecze. Ich krawędzie boczne zaopatrzone są w wąskie, nieblaszkowate, podłużne kile, a krawędzie tylne stykają się ze sobą pod kątem rozwartym. Skrzydeł tylnej pary brak zupełnie. Pygidium ma 1–2 boczne ząbki. Przysadki odwłokowe przekształcone są w szczypce. U samców nasadowy odcinek ich ramion jest silnie zakrzywiony, wierzchołkowy zakrzywiony lub wyprostowany, a krawędzie wewnętrzne mają ząbek nasadowy lub środkowy. Narządy genitalne samców mają krótką virgę o nasadzie zakrzywionej w sposób typowy dla rodzaju Forficula.
Owady palearktyczne, endemiczne dla pasma Sierra Nevada w hiszpańskiej części Półwyspu Iberyjskiego.
Takson ten opisany został po raz pierwszy pod nazwą Lithinus w 1909 roku przez Malcolma Burra. Nazwa ta była jednak wcześniej wykorzystana przez rodzaj chrząszcza. Obecna nazwa wprowadzona została w 1935 roku przez Waltera Douglasa Hincksa. Należą doń 2 opisane gatunki:
- Eulithinus analis (Rambur, 1838)
- Eulithinus montanus (Steinmann, 1981)